# Nyctiophylax sinuatus
Nyctiophylax sinuatus là một loài Trichoptera hóa thạch trong họ Polycentropodidae.